# Rhamnus schneideri
Rhamnus schneideri är en brakvedsväxtart som beskrevs av H. Lév. och Eugène Vaniot. Rhamnus schneideri ingår i släktet getaplar, och familjen brakvedsväxter. Utöver nominatformen finns också underarten R. s. manshurica.